# Наян
Наян (1256 — 1287) — монгольский князь из рода Борджигин, потомок одного из младших братьев Чингисхана. Владел обширной территорией в Маньчжурии и Восточной Монголии. Поднял неудачное восстание против верховной власти монгольского хана Хубилая. По вероисповеданию — христианин-несторианин. Многое из того, что известно о Наяне, было записано венецианским путешественником Марко Поло.

## Происхождение

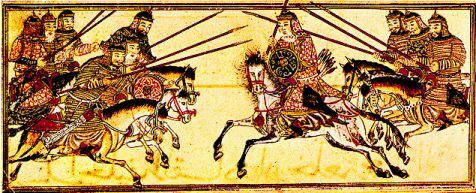
Монгольская тяжелая кавалерия

Князь Наян принадлежал к боковой линии монгольской ханской династии, являясь потомком одного из братьев Чингисхана. Он был либо правнуком Тэмуге, младшего родного брата Чингисхана, либо их сводного брата Бельгутея. Проблема исследования биографии Наяна заключается в том, что существовало несколько исторических лиц под именем Наян и их идентичность является запутанной. Французский историк и специалист по истории Китая Поль Пеллио считал, что христианский князь Наян не был потомком Бельгутея, называя отцом Наяна Аджула, сына Такара, внука Джибугана и правнука Тэмуге . Марко Поло утверждает, что Наян приходился дядей Хубилаю — внуку Чингисхана, и описывает Наяна как молодого и богатого землями и областями принца, способного выставить войско в 400 тысяч всадников и правившего четырьмя большими провинциям Монгольской империи, в т. ч. Маньчжурией, где проживали чжурчжэни, и частью Северной Кореи . Расположенный в его владениях город имел название Кванг-нин, в честь чего Наяна нередко называли князем Кванг-нина.  Кроме того, Наян был также главным вождём восточных улусов (племенных групп и районов, управляемых монгольскими удельными князьями), в которых доминировали потомки братьев Чингисхана. Таким образом, Наян имел достаточные преимущества, чтобы поднять восстание против Хубилая.

## Восстание

### Причины восстания
Марко Поло основной причиной восстания называет большие амбиции Наяна и его желание завладеть ещё большими землями. Венецианский путешественник изображает Наяна воплощением традиционной монгольской реакции против централизованной политики Хубилая и его администрации, придерживавшимся родовых кочевых ценностей монголов и разочарованный отчуждением Хубилая от этих идеалов. Когда Хубилай стал вести свою политику по образцу китайских принципов управления, консолидируя власть в своих руках, местные монгольские князья начали чувствовать себя под угрозой. Наян заключил союз с двумя другими потомками братьев Чингисхана: Шиктуром и Каданом, также имевшим улусы в Восточной Монголии и Маньчжурии, а также с племянником Хубилая и его давним врагом Хайду, который правил большей частью Средней Азии.

### Ход восстания
Наян начал открытое восстание между 14 мая и 12 июня 1287 года, а решающая битва между ним и Хубилаем произошла около 16 июля того же года.
Хубилай был настроен радикально и обещал казнить Хайду и Наяна. Он имел подозрения и опасался альянса между Наяном и Хайду и отправил своего главного военачальника Баяна с целью расследования. Один из современных источников свидетельствует, что Наян пригласил Баяна на пир, но предупредил о ловушке, поэтому Баян сбежал. Какой бы ни была правда об этом инциденте, Баян был послан с монгольской армией, чтобы занять Каракорум с целью помешать Хайду двигаться на восток и соединиться с Наяном.
В это время Хубилай, несмотря на свой преклонный возраст (72 года), быстро собрал новую большую армию (360 тысяч конницы и 100 тысяч пехоты) и выступил против Наяна в Маньчжурию. Имперский флот доставил большое количество припасов в устье реки Ляохэ, чтобы поддержать кампанию. Сам Наян расположился лагерем на берегу реки Ляохэ, чуть дальше вглубь страны. Хубилай руководил сражением, находясь в паланкине, стоявшем на четырёх слонах. Под командованием Наяна было собрано 400 тысяч конницы.
Двигаясь быстрым шагом и тщательно прикрывая свою армию, войска Хубилая застали Наяна врасплох в его лагере. Лагерь Наяна был защищен фургонным лагерем, полевым укреплением, обычно используемым степными кочевниками. Ханская армия состояла из трёх группировок: первая монгольская, вторая китайская, третья гвардейская и кипчакская. Последние были объединены под прямым командованием Хубилая. Армия Наяна была менее дисциплинированной: утверждается, что она на мгновение запаниковала ещё до начала сражения из-за того, что кто-то из войск хана рано выпустил взрывное устройство. Согласно Марко Поло, на знамени христианина Наяна был изображен знак креста. Армии стояли друг против друга, громко стуча в большие литавры и трубя в рога. Битва началась обстрелом из луков, но затем переросла в рукопашный бой. Сражение было тяжёлым и продолжалось с раннего утра до полудня, когда армия Наяна начала распадаться. Воины Наяна стали убегать с поля боя, многие были убиты, а сам Наян попал в плен.

### Последствия восстания
Хубилай приказал казнить Наяна немедленно и тайно, чтобы не возникло никаких просьб о помиловании. Наян был казнён путём закатывания в войлок, то есть без пролития крови, как полагалось в отношении членов ханского рода. Несмотря на то, что Хайду не смог поддерживать восстание Наяна, он оставался крупной угрозой до конца жизни Хубилая. Владения казнённого Наяна были конфискованы и включены в состав императорского домена.